# Sheshi
Maaibre Sheshi (cũng là Sheshy) là một vị vua của các vùng đất thuộc Ai Cập trong thời kỳ Chuyển tiếp thứ Hai. Vương triều, vị trí trong biên niên sử, khoảng thời gian và phạm vi triều đại của ông lại không chắc chắn và là chủ đề đang được tranh được tranh luận. Sự khó khăn của việc đồng nhất được phản ánh thông qua các vấn đề trong việc xác định những sự kiện từ sự kết thúc của thời kỳ Trung Vương quốc cho tới khi người Hyksos có mặt ở Ai Cập. Dù sao, khi xét về phương diện số lượng các hiện vật được quy cho là thuộc về ông, Sheshi là vị vua được chứng thực tốt nhất của giai đoạn kéo dài từ lúc thời kỳ Trung Vương quốc kết thúc cho tới thời kỳ Chuyển tiếp thứ Hai; xấp xỉ từ khoảng năm 1800 TCN cho tới năm 1550 TCN. Hàng trăm con dấu hình bọ hung có mang tên của ông đã được tìm thấy ở khắp Canaan, Ai Cập, Nubia, và xa tới tận Carthage, tại đó một số con dấu vẫn còn được sử dụng khoảng 1500 năm sau khi ông qua đời.

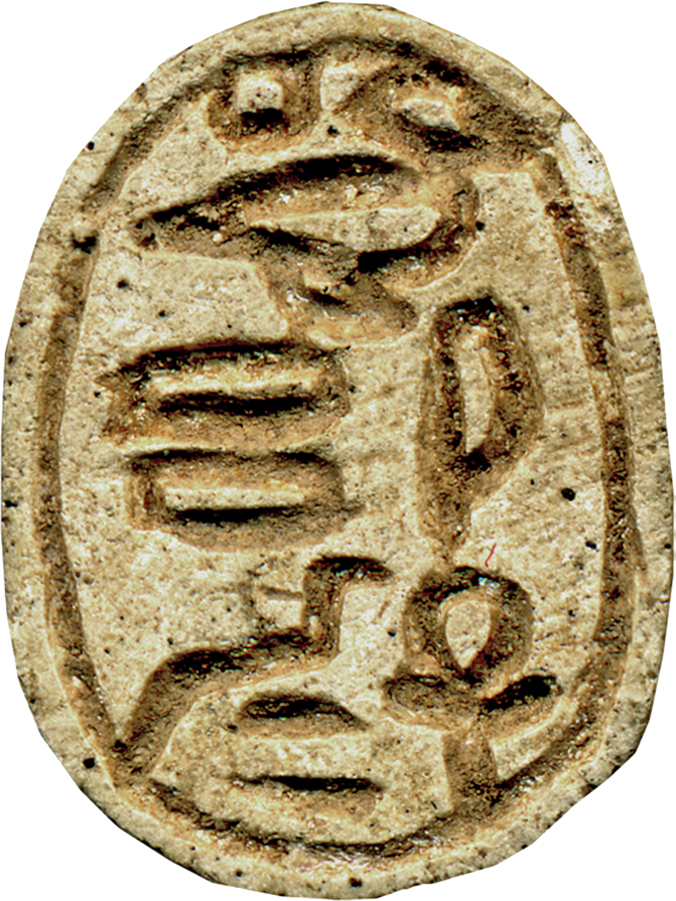
Con dấu đọc là "Người con trai của Ra, Sheshi, sống mãi mãi", Bảo tàng Nghệ thuật Walters

Ba giả thuyết cạnh tranh đã được đưa ra đối với vương triều mà Sheshi thuộc về. Các nhà Ai Cập học như là Nicolas Grimal, William C. Hayes, và Donald B. Redford cho rằng ông nên được đồng nhất với Salitis, ông ta là người sáng lập nên vương triều thứ 15 theo như các ghi chép lịch sử và là vua của người Hyksos trong cuộc xâm lăng Ai Cập của họ. Salitis được ghi nhận là có một triều đại kéo dài 19 năm và sẽ sống trong khoảng thời gian giữa khoảng năm 1720 TCN và năm 1650 TCN. Nhà Ai Cập học William Ayres Ward và nhà khảo cổ học Daphna Ben-Tor đề xuất rằng Sheshi là một vị vua người Hyksos và thuộc về giai đoạn nửa sau của vương triều thứ 15, ông đã cai trị giữa Khyan và Apophis. Ngoài ra, Manfred Bietak đã đề xuất rằng Sheshi là một chư hầu của người Hyksos, ông đã trị vì một vài vùng đất của Ai Cập hoặc Canaan. Sự tồn tại thực sự của các chư hầu như vậy đang được tranh luận. Cuối cùng, Sheshi có thể là một vị vua thuộc giai đoạn đầu vương triều thứ 14, một dòng dõi các vị vua có nguồn gốc Canaan đã cai trị toàn bộ khu vực phía đông đồng bằng châu thổ sông Nile ngay trước khi người Hyksos đặt chân tới. Những người đề xuất giả thuyết này, như là Kim Ryholt và Darrell Baker, đã cho rằng Sheshi có một triều đại kéo dài trong 40 năm bắt đầu vào khoảng năm 1745 TCN.
Ryholt đề xuất rằng Sheshi đã liên minh vương quốc của mình với người Kush ở Nubia thông qua một cuộc hôn nhân giữa hai vương triều với công chúa Nubia tên là Tati. Ryholt hơn nữa còn khẳng định rằng người con trai của Sheshi với Tati là Nehesy, tên của ông ta có nghĩa là "Người Nubia", và tin rằng ông ta chính là vị pharaon Nehesy Aasehre đã kế vị Sheshi.

### Vua của vương triều thứ 14

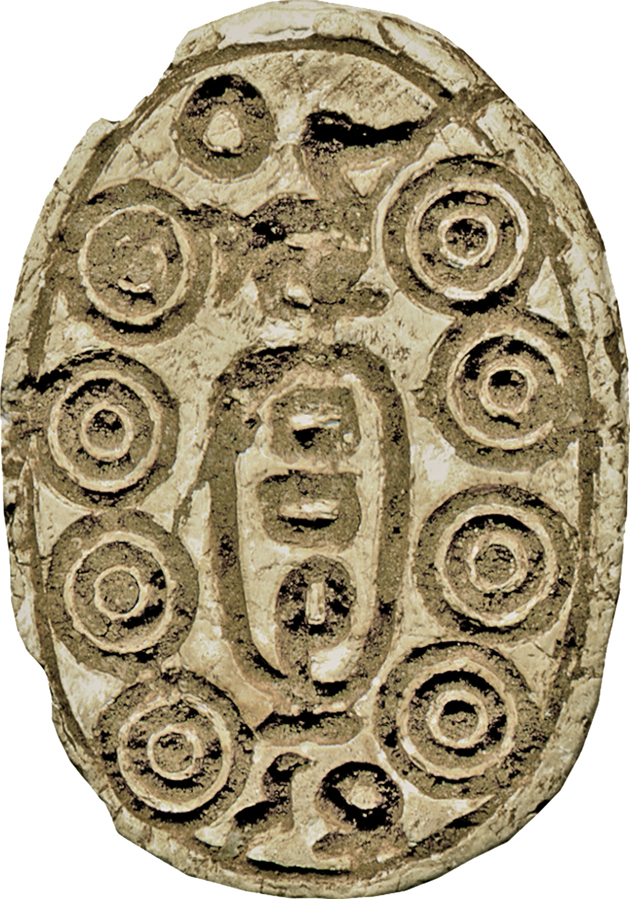
Con dấu đọc là "Người con trai của Ra, Sheshi, sống mãi mãi", Bảo tàng Nghệ thuật Walters.

## Niên đại

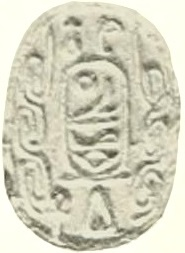
Con dấu bọ hung của Sheshi đọc là "Vị thần tốt Maaibre, ban cho sự sống".

## Chứng thực

### Tên Nomen và prenomen trên các con dấu
Tên nomen của Sheshi được khắc trên hai trăm con dấu hình bọ hung, mà tạo thành những sự chứng thực duy nhất cho triều đại của ông. Số lượng các con dấu bọ hung quy cho thuộc về Sheshi lại được tương đương về số lượng chỉ duy nhất bởi những con dấu bọ hung có mang tên prenomen Maaibre, có nghĩa là "Người lương thiện là trái tim của Ra".Dựa trên những nét gần giống nhau về phong cách giữa cả hai nhóm con dấu hình bọ hung cũng như số lượng đáng lẽ ra phải không tương xứng của chúng, các nhà Ai Cập học đã đi đến sự đồng thuận rằng Maaibre là tên prenomen của Sheshi.

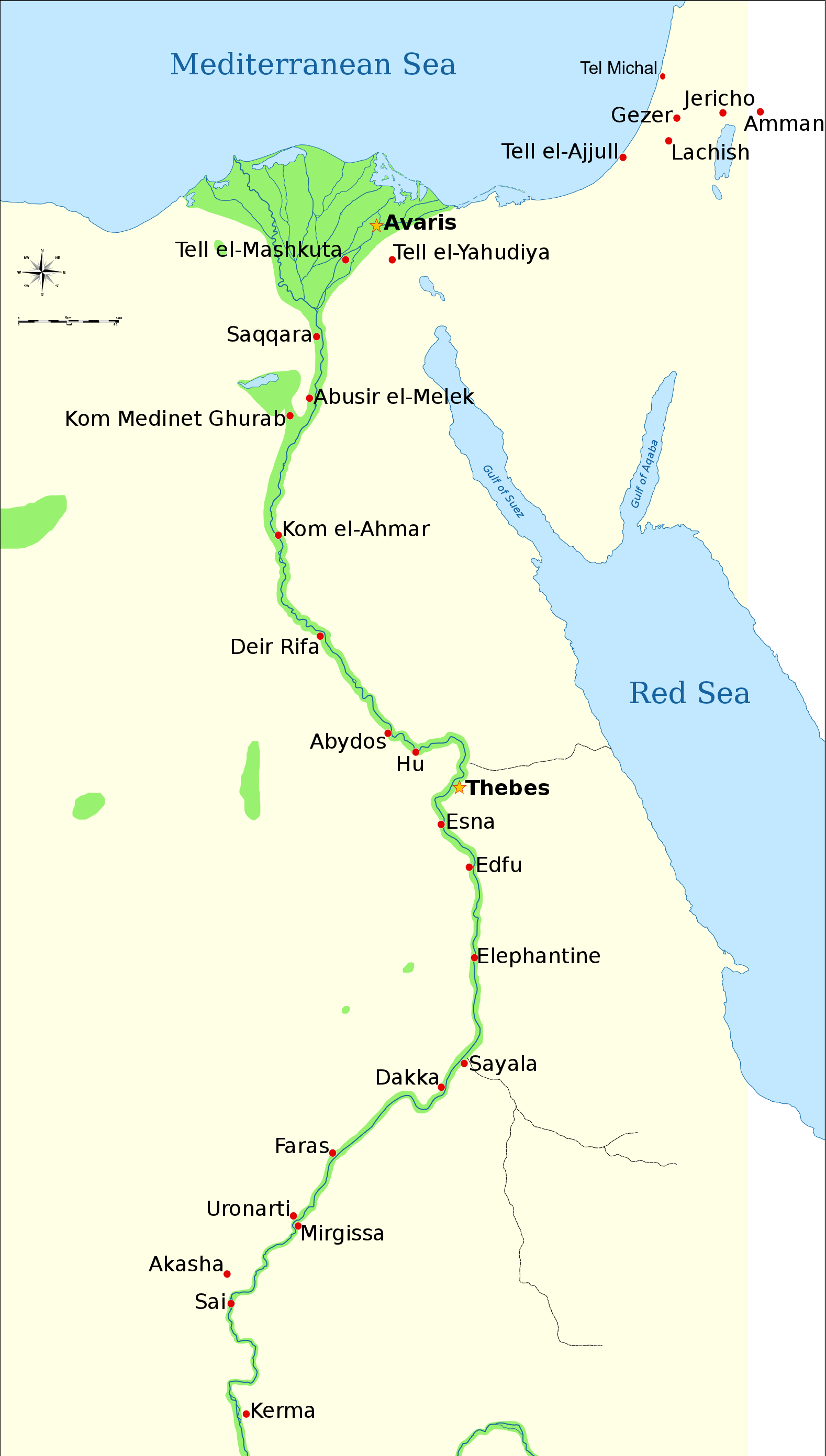
Nguồn gốc một số con dấu bọ hung của Maaibre Sheshi

Do đó, Maaibre Sheshi là vị vua được chứng thực tốt nhất của thời kỳ Chuyển tiếp thứ Hai xét về phương diện các đồ tạo tác được quy cho ông, với 396 con dấu và hai vết dấu cho thấy tên nomen hoặc prenomen của ông. Con số này cao hơn gấp 3 lần so với con số 123 con dấu được quy cho vị vua được chứng thực tốt tiếp theo của thời kỳ này, Yakbim Sekhaenre.
Ngoài những con dấu này, Manfred Bietak đã đề xuất rằng một con dấu được phát hiện ở Avaris và được khắc cùng với tên của một vị vua "Shenshek" có thể được quy cho Sheshi. Kết luận này bị Kim Ryholt và Darrell Baker bác bỏ, họ tin rằng Shenshek là một vị vua khác biệt.

### Vị trí của các hiện vật
Trên 80 phần trăm các con dấu được quy cho Maaibre Sheshi lại không rõ nguồn gốc, nhưng 20 phần trăm còn lại đã được tìm thấy trên khắp Ai Cập, Nubia và Canaan, điều này cho thấy sự tiếp xúc về thương mại và ngoại giao rộng rãi dưới triều đại của Sheshi.
Những phát hiện quan trọng bao gồm các con dấu từ Lachish, Gezer, Jericho, Tel Michal, Amman và Tell el-Ajjul ở Canaan. Ở Hạ Ai Cập, ba con dấu đã được phát hiện ở Tell el-Yahudiya và Tell el-Mashkuta và tám con dấu khác đến từ khu vực châu thổ rộng lớn hơn. Bốn con dấu có nguồn gốc từ Saqqara và năm con dấu khác đến từ các địa điểm ở miền Trung Ai Cập như Abusir el-Melek, Kom Medinet Ghurab, Kom el-Ahmar và Deir Rifa. Về phía Nam, ở Thượng Ai Cập, có tổng cộng có hai mươi con dấu được biết đến từ Abydos, Hu, Thebes, Elephantine, Esna và Edfu,Ở Nubia, các con dấu của Sheshi đã được tìm thấy trong pháo đài của người Ai Cập ở Uronarti và Mirgissa, ngoài ra chúng còn được tìm thấy ở Dakka, Kerma, Sayala, Aniba, Masmas, Faras, Ukma, Akasha và Sai.
Cuối cùng, hai vết dấu của Sheshi đã được tìm thấy ở Carthage, trong một văn cảnh có niên đại về mặt khảo cổ học là vào thế kỷ thứ 2 TCN.
Các con dấu của Sheshi ngày nay nằm rải rác ở nhiều bảo tàng khác nhau, bao gồm bảo tàng Israel, bảo tàng Petrie, Ashmolean, Bảo tàng Anh Quốc, Louvre, Bảo tàng Nghệ thuật Walters, Bảo tàng Mỹ thuật Metropolitan và Bảo tàng Ai Cập của Cairo.